# Carl Dickinson
Carl Matthew Dickinson (* 31. März 1987 in Swadlincote) ist ein ehemaliger englischer Fußballspieler.

## Karriere
Aus der Jugendabteilung von Derby County stammend wechselte Dickinson 2002 zu Stoke City, wo er am 1. April 2004 erstmals in der Startformation der ersten Elf stand. Eine überzeugende Leistung und die Nominierung zum Spieler des Spiels sorgten für einen Profivertrag, der zwei Tage später unterzeichnet wurde. Zur Saison 2006/07 wurde er zusammen mit seinen Teamkollegen Keith Thomas an Víkingur Reykjavík verliehen. Am 20. Oktober 2006 wurde bekannt, dass Dickinson für einen Monat an den FC Blackpool verliehen werden sollte. Die Leihe verlängerte sich allerdings um drei weitere Monate.
Nach seiner Rückkehr zu Stoke absolvierte er mehrere überzeugende Spiele, welche ihn einen vorläufigen Stammplatz einbrachten. Am 15. Januar 2009 wurde Dickinson an Ligarivalen Leeds United verliehen. Bei seinem Debüt siegte man gegen Brighton & Hove Albion mit 2:0. 
Am 23. September 2009 folgte das nächste Leihgeschäft, als sich Dickinson im „Doppelpack“ mit seinem Mannschaftskollegen Ryan Shotton für drei Monate dem FC Barnsley anschloss. Sein erstes Tor erzielte er am 21. November 2009 gegen Cardiff City. In der 93. Minute erzielte er per Freistoß das erste Tor seiner Karriere.
In der Saison 2010/11 wechselte er auf Leihbasis zu FC Portsmouth in die zweite englische Liga.